# Плосконос, Игорь Николаевич
Игорь Николаевич Плосконос (укр. Ігор Миколайович Плосконос; 26 апреля 1959, Павлоград — 8 июля 2013, Киев) — Герой Советского Союза. Участник Афганской войны. Советский и украинский военный деятель, украинский государственный и политический деятель, Председатель Государственного комитета Украины по делам ветеранов, депутат Верховной Рады Украины 1-го созыва.

## Биография и военная служба
Родился в семье рабочего 26 апреля 1959 года.
Учился в Киевском суворовском военном училище.
В 1976 году поступил на обучение в Бакинское высшее общевойсковое командное училище имени Верховного Совета Азербайджанской ССР
После окончания учёбы в 1980 году проходил службу в Дальневосточном и Туркестанском военных округах.
С 1982 по 1984 год в звании старшего лейтенанта проходил службу в составе Ограниченного контингента советских войск в Республике Афганистан, начиная с должности командира десантно-штурмового взвода до командира разведывательно-десантной роты 783-го отдельного разведывательного батальона 201-й мотострелковой дивизии в составе 40-й армии.
С 1982 года — член КПСС.
После службы в ДРА с 1984 года был командиром 3-го учебного мотострелкового батальона в 175-м учебном мотострелковом полку 61-й учебной мотострелковой дивизии в городе Ашхабад в Туркестанском военном округе.
В 1988 году в воинском звании майора окончил Военную академию имени М. В. Фрунзе.
С 1988 по 1989 — начальник штаба 6-го гвардейского мотострелкового полка 13-й гвардейской танковой дивизии в Южной группе войск в городе Таборвальфе Венгрия.
С 1990 по 1993 годы — командир 112-го гвардейского мотострелкового полка (в/ч 33513) 93-й гвардейской мотострелковой дивизии в пгт Черкасское Днепропетровской области (Киевский военный округ).
В 1990 году избран депутатом Верховной Рады Украины I созыва. В Верховной Раде был членом постоянной Комиссии по вопросам обороны и государственной безопасности.
Работал также начальником Главной государственной инспекции Гражданской обороны, занимал ответственные должности в Кабинете министров Украины. В 2003—2004 годах — первый заместитель начальника института МЧС, в 2004—2006 годах служил в Главном управлении разведки Минобороны Украины. С февраля 2007 года по 2011 год являлся председателем Государственного комитета Украины по делам ветеранов.
Дослужился до звания генерал-майор украинской армии. Занимался общественно-патриотической деятельностью.
Жил и работал в Киеве.
Был женат. Дети: сын Артём, дочь Марина.
Скончался на 55-м году жизни 8 июля 2013 года. Похоронен на аллее героев Байкова кладбища города Киев.

## Подвиг
В Афганистане старший лейтенант Плосконос И. Н. участвовал в 52 войсковых операциях по разгрому бандформирований мятежников и лично уничтожил 32 мятежника.
Возглавляемая им 3-я разведывательно-десантная рота 783-го отдельного разведывательного батальона уничтожила 296 и взяла в плен 36 моджахедов. Захватила 95 единиц оружия и 48 единиц различного типа мин и фугасов, разгромила 3 исламских комитета. В ходе выполнения боевых задач командования, будучи трижды ранен, не покинул поле боя.
Указом Президиума Верховного Совета от 15 ноября 1983 года за мужество и героизм, проявленные при оказании интернациональной помощи Демократической Республике Афганистан, старшему лейтенанту Плосконосу Игорю Николаевичу присвоено звание Героя Советского Союза с вручением ордена Ленина и медали «Золотая Звезда» (№ 11500).

## Награды
- Герой Советского Союза (Указ Президиума Верховного Совета СССР от 15 ноября 1983 года, медаль «Золотая Звезда» № 11500);
- орден Ленина (1983);
- орден Красной Звезды (1982);
- орден «За заслуги» (Украина) III степени (2009)[3];
- медали.